# Grão (metalurgia)
Na metalurgia, grão (do termo latino granu) é um cristal isolado na matéria em estado sólido. O tamanho do grão é um fator importante para avaliar as propriedades mecânicas de um material policristalino, em especial a dureza, a resistência à corrosão e o limite de escoamento.

## Descrição
Grãos adjacentes geralmente possuem diferentes orientações cristalográficas e um contorno de grão em comum e, durante a deformação plástica, o escorregamento ou o deslocamento de discordâncias deve ocorrer neste contorno, de um grão A para outro B. O contorno de grão funciona como uma barreira a estes deslocamentos, por duas razões:
- Como os dois grãos possuem diferentes orientações cristalográficas, a discordância, ao passar do grão A para o B, precisa alterar sua direção de deslocamento, o que se torna mais difícil a medida que as desorientações aumentam
- A desordem atômica nos contornos de grão resulta na descontinuidade dos planos de escorregamento entre um grão e outro

Assim, um material com grãos mais finos possui maior dureza e resistência mecânica do que um material com grãos grosseiros, pois os primeiros possuem maior número de contornos de grão.
Para muitos materiais, a tensão mínima de escoamento varia com o tamanho de grão de acordo com a seguinte relação:
{\displaystyle \sigma _{y}=\sigma _{0}+{\frac {k_{y}}{\sqrt {d}}}}
Nesta expressão, chamada de equação de Hall-Petch, "σy" é o limite de escoamento, "d" é o tamanho médio do grão e "σ0" e "ky" são constantes particulares do material.
Além disso, a diminuição tamanho dos grãos também eleva a dureza de várias ligas, sendo possível escrever outra relação empírica da seguinte forma:
{\displaystyle H_{y}=H_{0}+{\frac {k_{y}}{\sqrt {d}}}}
onde "Hy" é a dureza, "d" é o tamanho médio dos grãos e "H0" e "ky" são constantes particulares do material.
Com isso, é possível melhorar significativamente as propriedades mecânicas de uma liga metálica através, por exemplo, de um processo de normalização, que consiste no resfriamento rápido do material, estimulando a nucleação de grãos e inibindo o crescimento. Como resultado, a liga metálica apresenta grãos pequenos.
Por exemplo, o aço liga 4340 recozido (aquecido a 810 °C e resfriado a uma taxa de 11 °C por hora) possui uma tensão de escoamento de aproximadamente 470 megapascal e uma dureza de 17 HRC. Este mesmo aço, se passar por um processo de normalização, apresenta tensão de escoamento de cerca de 860 megapascal e dureza de 40 HRC.
Os processos de medição do tamanho do grão são os seguintes:
- Ocular padronizada
- Método planimérico de Jeffries
- Método dos interceptos de Heyn